# Contar

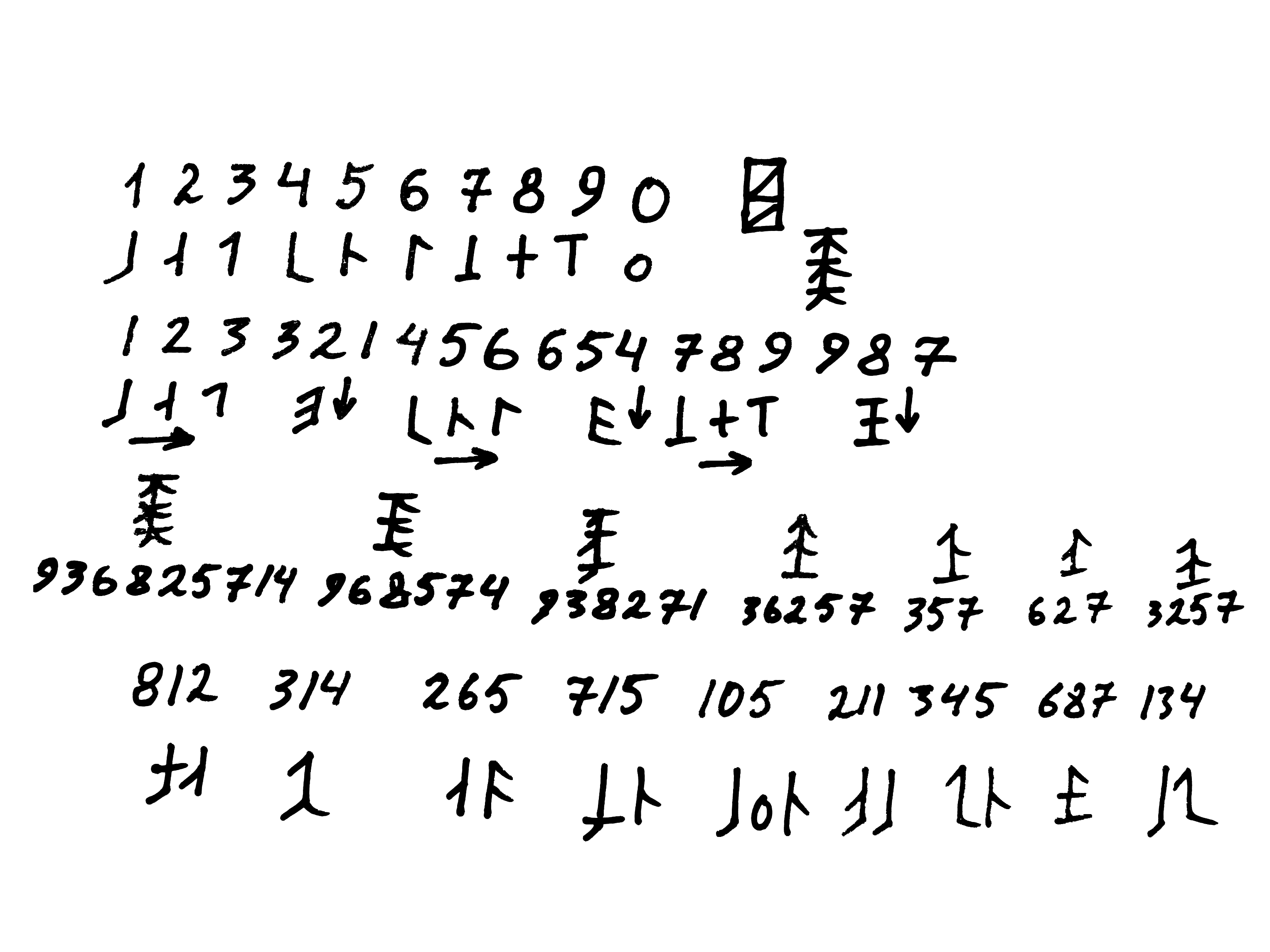
Formas de contar en diferentes alfabetos.

Contar es un procedimiento de medida de una colección finita, ejecutado mediante un proceso de abstracción que asigna a un número cardinal como representativo de un conjunto. Gelman y Gallistel fueron los primeros en enunciar en 1978 los cinco principios que, a modo de estadios, ha de ir descubriendo y asimilando el niño hasta que aprende a contar correctamente.

## Principios del conteo
Contar es un procedimiento aritmético concreto, y su aprendizaje representa una de las habilidades numéricas más tempranas en el desarrollo infantil.
En niños, su adquisición es progresiva, y se basa en la apropiación práctica de ciertos conocimientos denominados "principios". La aplicación simultánea de estos principios representan el acto de contar en su sentido más tradicional.

### Principio de correspondencia uno a uno o correspondencia biunívoca
- Trae consigo la coordinación de dos subprocesos: la partición y la etiquetación.
- La partición consiste en otorgar la categoría de contado o no contado formando dos grupos entre el conjunto de objetos que se quieren contar. Esto se realiza generalmente señalando el objeto, agrupándolo a un lado o bien a través de la memoria visual.
- La etiquetación es el proceso por el que el niño asigna un cardinal a cada elemento del conjunto, que se rige además por el conjunto de orden estable.

Los niños asignan un número a cada objeto desde los dos años, sin embargo, cuando no dominan esta habilidad pueden equivocarse, por ejemplo, dejando sin contar algún objeto o, por el contrario, contando otros varias veces.

### Principio de orden estable
La secuencia de números a utilizar ha de ser estable y estar formada por etiquetas únicas, y poder repetirse en cualquier momento para facilitar su aprendizaje a los niños. De este modo, niños de muy corta edad son capaces de detectar muy fácilmente cuándo se produce una asignación completamente aleatoria en el conteo (i.e.: 2, 5, 3, 9, 24...), aunque les cuesta mayor dificultad si esta secuencia respeta un orden de menor a mayor (1, 2, 5, 6, 9, 10...). De este modo cuanto más se aleja la secuencia del orden convencional más fácil resulta detectar el error.
Este principio se consigue en torno a los tres o cuatro años. En edades anteriores, cuando los niños cuentan, asignan los número arbitrariamente o empiezan a contar por cualquier número (5, 8, 2...).

### Principio de cardinalidad
Se refiere a la adquisición de la noción por la que el último numeral del conteo es representativo del conjunto, por ser cardinal del mismo. Según Gelman y Gallistel podemos decir que este principio se ha adquirido cuando observamos:
1. que el niño repite el último elemento de la secuencia de conteo,
2. que pone un énfasis especial en el mismo o
3. que lo repite una vez ha finalizado la secuencia.

Según estos autores, el niño logra la cardinalidad en torno a los dos años y siete meses y también, según ellos, para lograr la cardinalidad es necesario haber adquirido previamente los principios de correspondencia uno a uno y orden estable. Sin embargo, otros autores como Fuson ven la adquisición de la cardinalidad como un proceso más gradual, en el que existe un estadio intermedio denominado cuotidad, en el que el niño es capaz de responder a la pregunta de ¿cuántos elementos hay en...? pero no formulada de otra manera, como sería plantearle equivalencias entre conjuntos, por lo que para ellos este principio estaría completamente logrado en torno a los cinco años de edad.

### Principio de abstracción
Este principio determina que los principios de orden estable, correspondencia uno-a-uno y cardinalidad puedan ser aplicados a cualquier conjunto de unidades, sea cual fuere el grado de heterogeneidad de sus elementos. Según este principio, el conteo puede ser aplicado a cualquier clase de objetos reales e imaginarios. De este modo, los cambios de color u otros atributos físicos de los objetos no deben redundar en los juicios cuantitativos de las personas en este caso niños que, habiendo logrado esta noción, los contarán como cosas.
Este principio lo adquirirá el niño en torno a los tres años.

### Principio de irrelevancia en el orden
Se refiere a que el niño advierta que el orden del conteo es irrelevante para el resultado final. El niño que ha adquirido este principio sabe que:
1. el elemento contado es un objeto de la realidad, y no un 1 o un 2;
2. que las etiquetas son asignadas al contar de un modo arbitrario y temporal a los elementos contados;
3. que se consigue el mismo cardinal con independencia del orden de conteo de los elementos seguido.

Investigaciones posteriores al enunciado de este último principio han demostrado que, para que el niño haya adquirido este concepto, debe ser capaz de contar elementos aleatoriamente, realizando saltos sobre el conjunto a contar, lo que sucedería en torno a los cuatro años.
Estos principios deberían fomentarse en la etapa infantil, puesto que son la base imprescindible para entender las operaciones matemáticas y el valor posicional de las cifras. La mayoría de los niños los adquiere, de manera no formal, en los medios en los que se desenvuelve. Si el niño no los ha adquirido antes de los seis años necesitará ayuda especializada.
En una etapa posterior, si en el sujeto se presentasen dificultades en la adquisición del conteo o la numeración.
Principio de unicidad.
Como una función de contar es asignar valores cardinales a conjuntos para
diferenciarlos o compararlos, es importante que los niños no solo generen una secuencia estable y
asignen una etiqueta, y solo una, a cada elemento de un conjunto, sino también que empleen una
secuencia de etiquetas distintas o únicas. Por ejemplo, un niño puede usar la secuencia “1, 2, 3,
3” de manera sistemática y emplear estas etiquetas en una correspondencia biunívoca, pero como
no todos sus elementos están diferenciados, etiquetará de la misma manera conjuntos de tres y
cuatro elementos (con la designación cardinal “3”) (Baroody y Price, 1983). Incluso cuando un
niño tiene que recurrir al empleo de términos no convencionales, la apreciación del principio de
unicidad (comprender la función diferenciadora de contar) le impediría escoger términos
empleados previamente. Por ejemplo, el empleo sistemático de la secuencia no convencional “1,
2, 3, diecionce” etiquetaría erróneamente conjuntos de cuatro elementos pero al menos los
diferenciaría de conjuntos con menos elementos. Por tanto, además de los principios de orden
estable y de correspondencia, es importante que los niños sigan el principio de unicidad (Baroody, 1997).